# Ếch rêu Ngoni
Ếch rêu Ngoni, tên khoa học Anhydrophryne ngongoniensis, là một loài ếch trong họ Petropedetidae. Chúng là loài đặc hữu của Nam Phi, được Bishop và Passmore phân loài vào năm 1993. Ban đầu chúng được xếp vào chi Arthroleptella, sau được chuyển về chi Anhydrophryne vào năm 2006.
Các môi trường sống tự nhiên của chúng là các khu rừng ôn hòa, vùng đồng cỏ ôn đới, và sông. Chúng đang bị đe dọa do mất môi trường sống.